# أدولف
أدولف (باللاتينية: Audulfus) كان ملكاً فريزياً (هولندا) في عصر الهجرات، (حوالي 600م).